# 加藤島
加藤島（かとうじま）は静岡県静岡市葵区にある町名。丁目を持たない単独町名である。住居表示未実施。

## 地理
葵区の東側の一部に位置し、東に流通センター、西に立石、北に豊地、南に東千代田と隣接している。

## 歴史
- 1974年（昭和49年）10月30日 - 上土新田、上土豊地新田、浅畑沼新田の各一部を分離し新設。町名は、上土新田と上土豊地新田にあった小字名から採った。
- 1997年（平成9年）3月26日 - 町内に国道1号静清バイパスが開通し、千代田上土インターチェンジが設置される。
- 2005年（平成17年）4月1日 - 政令指定都市化により、行政区が葵区となる。

## 世帯数と人口
現在住宅はない。町内にある城北浄化センターは工業地域、その他は市街化調整区域である。
| 町丁   | 世帯数 | 人口 |
| ------ | ------ | ---- |
| 加藤島 | 0世帯  | 0人  |

## 施設
- 国道1号静清バイパス・千代田上土インターチェンジ
- 城北浄化センター（静岡市内の下水道施設）[5]

## その他

### 日本郵便
- 郵便番号 : 420-0925[2]（集配局：静岡中央郵便局[6]）。